# CDGVAL
49°00′35″ пн. ш. 2°33′31″ сх. д. / 49.00985° пн. ш. 2.55853° сх. д.
CDGVAL — безкоштовний автоматичний трансфер до аеропорту Париж-Шарль де Голль, що складається з двох ліній: першу лінію, відкрито 4 квітня 2007 року, другу — 27 червня 2007 року. Перша лінія має п'ять станцій та сполучає три термінали аеропорту, станції RER та TGV та віддалені автостоянки, час в дорозі — 8 хвилин.
З 2015 року ці лінії експлуатуються компанією «Transdev» цілодобово. Щорічно 60 мільйонів пасажирів аеропорту та його 85 000 співробітників здійснюють 10 мільйонів поїздок на CDGVAL..

## Лінія I
Лінія 1 має довжину 3,5 км та 5 станцій. Відкрито 4 квітня 2007.
Лінію прокладено над землею, і частково в тунелі. Між станціями Термінал 3 та Parc PX є відгалуження до депо. Кінцеві станції мають острівні платформи, проміжні станції мають берегові платформи.
Спочатку поїзд курсував цілодобово, але на початок 2020-х зачинено між 00:40 та 04:00. Поїзди курсують з інтервалом у чотири-п'ять хвилин, залежно від часу доби. Максимальний час подорожі між кінцевими точками становить вісім хвилин. Середня швидкість руху 25 км/год, максимальна — 70 км/год.
Використовуються п'ять із семи зчленованих потягів довжиною 26 м типу VAL 208 NG.

### Станції
- Термінал 1: Кінцева станція з острівною платформою знаходиться над землею з південного краю центральної будівлі Терміналу 1
- Parc PR: Паркінг (Parc de stationnement) PR, берегові платформи
- Термінал 3: Станція з береговою та острівною платформами — використовується лише в одному напрямку — розташована на північний схід від станції Париж-Шарль де Голль-1[en] на RER B
- Parc PX: Паркінг (Parc de stationnement) PX, берегові платформи
- Термінал 2: Кінцева станція з острівною платформою знаходиться вздовж платформи станції TGV та RER (лінія B) Париж-Шарль де Голль-2[en], безпосередньо біля залу 2F терміналу 2.

Всі станції типу горизонтальний ліфт

## LISA
Друга лінія CDGVAL LISA (Liaison Interne Satellite Aérogare), сполучає термінал 2E і термінал S3, відкрита 27 червня 2007 року. Вона має дві станції та довжину 0,95 км. Інтервал руху що дві хвилини, пасажиромісткість — 10 000 осіб на годину.